# パイオニア/旅人
「パイオニア/旅人」（パイオニア/たびびと）は、高橋優のメジャー10枚目（通算11枚目）のシングルとして、2014年3月12日にワーナーミュージック・ジャパンから発売された。

## 概要
前作「同じ空の下」から約10か月を経て発売された、ダブルAサイドの2014年第1弾シングルである。
初回限定版（CD＋トイレットペーパー）は1万枚限定で、トイレットペーパー1個とCDがパッケージされた筒型の仕様となっている。トイレットペーパーが歌詞カードの代わりとなっており、「音の無い詩」と題した高橋作の詩集も刻まれている。これは1曲目の楽曲「パイオニア」に込められたテーマ、「ジブンノ ミチハ ジブンデ ヒラケ　ジブンノ ケツハ ジブンデ ヌグエ」からきているという。
またこの曲は、自分も周りも信じて一歩前へ進む事が大事だということを伝えるのに、説明臭くなるのではなく、エンターテインメントに面白く見せていくことが大事だと感じて作ったという。また、観察力ひとつでいろいろなことが面白く思えるようになり、そこから誰もがパイオイアになれると言うメッセージが出て来たとコメントしている。
「旅人」は、映画『東京難民』のテーマ曲として書き下ろされた。映画に出て来る難民もだが、今の日本で自分は幸せだと答えられる人は少ないと思い、それをポジティブにとらえれば「旅人」という言葉が良いと思ったと述べている。目的地があるのか無いのかわからないまま、答えを探しながら旅をしているという曲になったとコメントしている。

## 収録曲
全作詞作曲：高橋優
1. パイオニア （4:18）
  - 日本テレビ系列『フットンダ』の3月度エンディングテーマ。
2. 旅人 （6:29）
  - ファントム・フィルム配給映画『東京難民』主題歌。
3. 卒業（弾き語り） （5:30）
  - 3.11大震災を受けて作られた6thシングルの弾き語りバージョン[1]

## 楽曲の収録アルバム
- 今、そこにある明滅と群生(#1,#2)
- 高橋優 BEST 2009-2015 『笑う約束』(#1,#2)